# 薇拉莉·葛琳諾
薇拉莉·葛琳諾（義大利語：Valeria Golino，1966年10月22日—）是一位意大利女演員。她以饰演1988年奥斯卡获奖电影《雨人》中的女主角苏珊娜而为人所知。
她也分別在1986年和2015年两度获得威尼斯影展最佳女演员奖。

## 電影作品
- 《玛丽亚》Maria（2024）
- 《燃燒女子的畫像》 Portrait of a Lady on Fire（2019）
- 《36總局》 36 Quai des Orfevres （2004）
- 《揮灑烈愛》／《筆姬別戀》 Frida （2002）
- Respiro （2002）
- 《最後的蘇丹》 Harem Suare （2000）
- 《寂寞城市》 Things You Can Tell Just by Looking at Her （2000）
- 《連環計中計》 Spanish Judges （1999）
- 《洛杉磯大逃亡》 Escape From L.A （1996）
- 《瘋狂終結者》 Four Rooms （1995）
- 《遠離賭城》 Leaving Las Vegas （1994）
- 《機飛總動員》 Hot Shots! （1991）
- 《激爆1992》 Year of the Gun （1991）
- 《雨人》 Rain Man （1988）

## 外部連結
- 薇拉莉·葛琳諾在互联网电影资料库（IMDb）上的資料（英文）